# Roodoorprinia
De roodoorprinia (Malcorus pectoralis) is een zangvogel uit de familie Cisticolidae.

## Verspreiding en leefgebied
Deze soort komt voor in zuidelijk Afrika en telt drie ondersoorten:
- M. p. etoshae: noordelijk en centraal Namibië.
- M. p. ocularius: zuidelijk Namibië, zuidelijk Botswana en noordelijk Zuid-Afrika.
- M. p. pectoralis: zuidelijk Zuid-Afrika.

## Status
De grootte van de populatie is niet gekwantificeerd maar de soort wordt omschreven als algemeen. Op de Rode lijst van de IUCN heeft deze soort de status niet bedreigd.